# Biserica de lemn din Poian

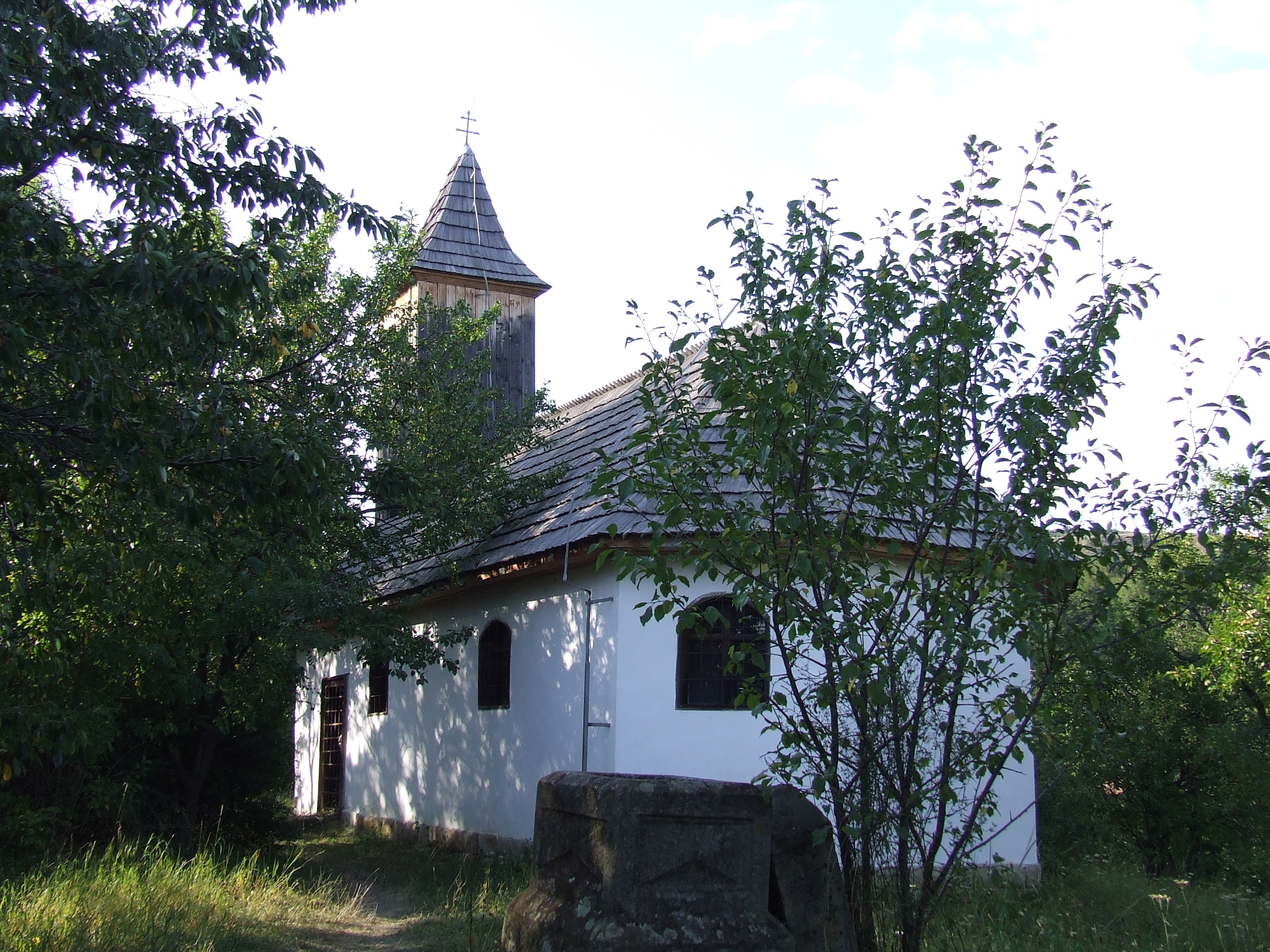
Biserica de lemn din Poian, județul Covasna, 2009

Biserica de lemn din Poian, aflată în satul cu același nume din comuna Poian, este datată din anul 1762. Are hramul Sfinții Arhangheli Mihail și Gavriil și este înscrisă pe noua listă a monumentelor istorice sub codul  CV-II-m-B-13256.